# إدوارد يونغ
إدوارد يونغ (بالإنجليزية: Edward Young) هو سياسي بريطاني، ولد في 24 أكتوبر 1966. انتخب عضو مجلس الشورى البريطاني.